# Ferdinand von Arnim (Architekt)

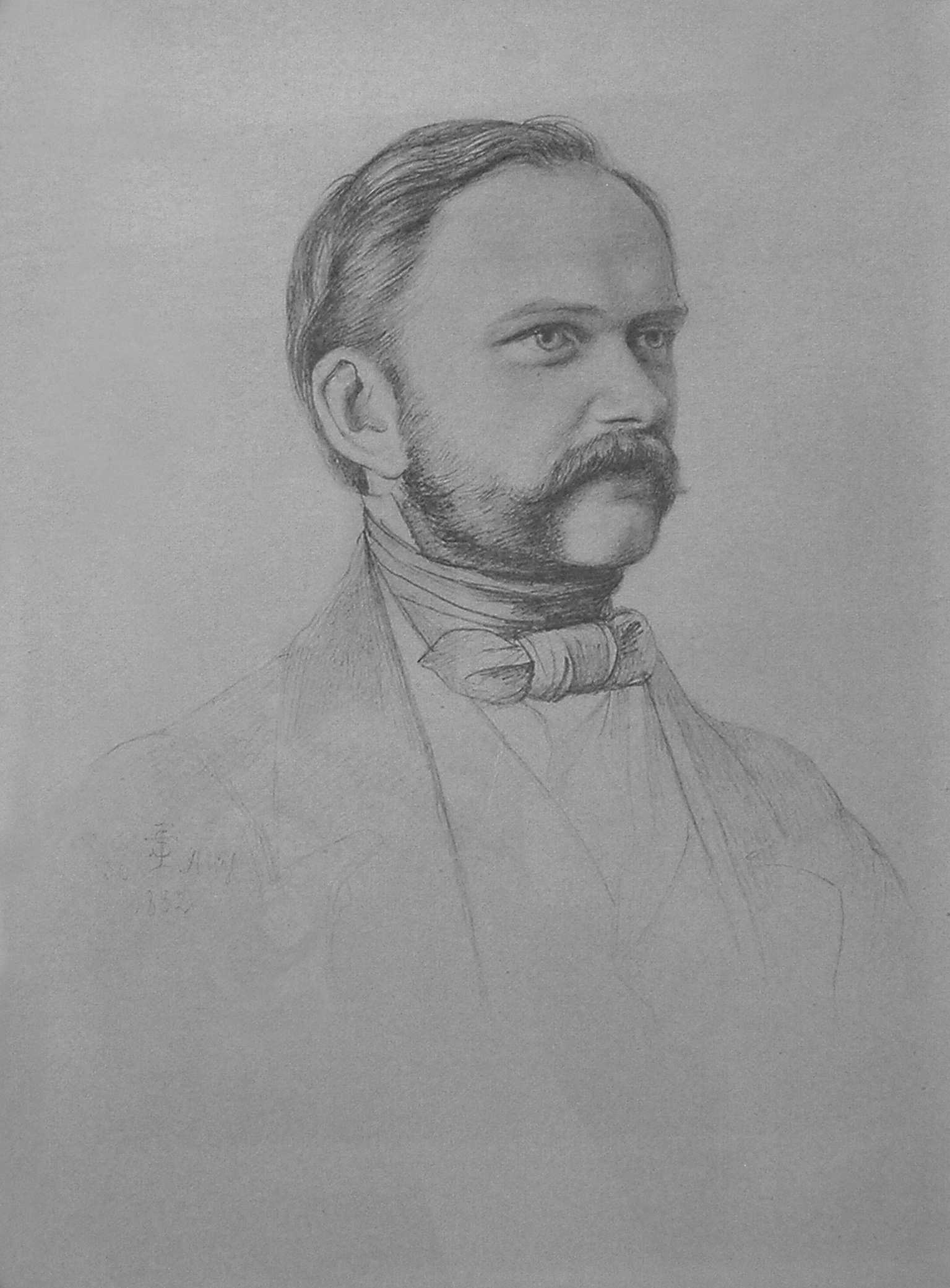
Ferdinand von Arnim

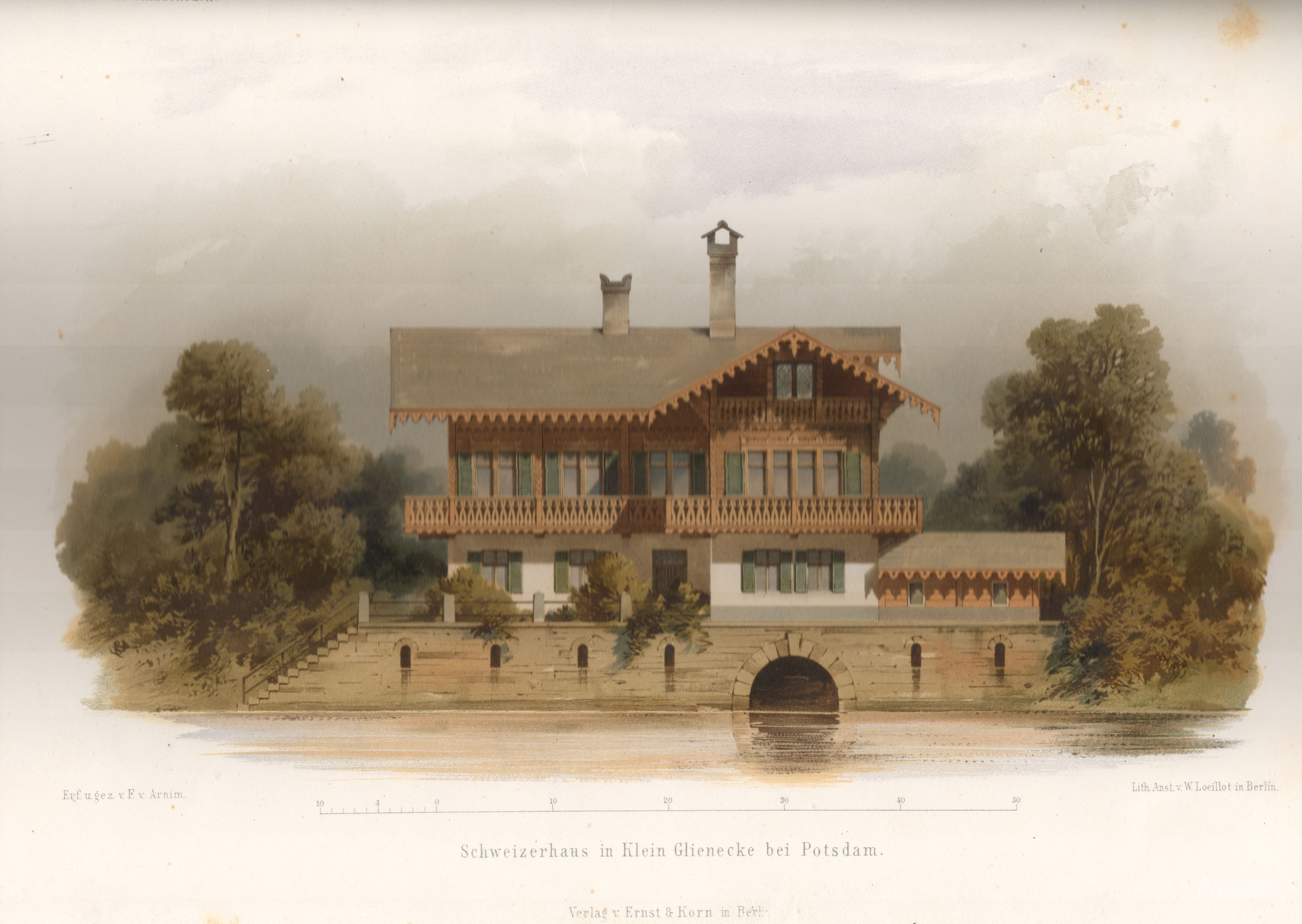
Eines der zehn Schweizerhäuser von Ferdinand von Arnim in Klein Glienicke, aus Architektonisches Skizzenbuch

Ferdinand Heinrich Ludwig von Arnim (* 15. September 1814 in Treptow an der Rega; † 23. März 1866 in Berlin) war ein deutscher Architekt und preußischer Baubeamter, der sich daneben auch als Aquarellmaler betätigte. Er war ein Schüler von Karl Friedrich Schinkel und wirkte hauptsächlich in Berlin und in Potsdam.
Von 1833 bis 1838 erhielt er in Berlin an der Königlichen Bauschule eine Ausbildung zum Architekten. 1839 wurde er Mitglied im Architektenverein zu Berlin. Ab 1840 arbeitete er als Bauführer unter Ludwig Persius, 1844 wurde er Bauinspektor, 1845 Baumeister in der Schlossbaukommission. Außerdem wirkte er als Architekt des Prinzen Carl von Preußen. 
Ab 1846 war er als Lehrer, ab 1857 als Professor an der Berliner Bauakademie tätig. 1848 wurde er Hofbaumeister. 1855–1863 war er unter anderem für Fürst Hermann von Pückler-Muskau in Branitz tätig. 1862 wurde er Hofbaurat im Potsdamer Ressort des Ludwig Ferdinand Hesse (1795–1876). 
Am 23. März 1866 starb er und wurde auf dem Familienfriedhof der Familienstiftung Hofgärtner Hermann Sello, einem Teil des Bornstedter Friedhofs, beigesetzt.

## Bauwerke
- 1841–1844: Mitarbeit an der Heilandskirche in Potsdam-Sacrow unter Ludwig Persius
- 1845–1848: Friedenskirche in Potsdam, zusammen mit Ludwig Ferdinand Hesse nach Plänen von Ludwig Persius und Friedrich August Stüler
- 1846: Normannischer Turm auf dem Ruinenberg nach Plänen von Ludwig Persius
- 1848: klassizistische Villa des Generalmajors Albert von Haacke in Potsdam, Jägerallee 1
- 1850: Klosterhof in Glienicke in Berlin-Wannsee
- 1852: Weiße Villa in Bielefeld
- 1859/1860: spätklassizistische Villa Arnim in Potsdam, Weinbergstraße 20
- 1860/1861: Villa Arndt in Potsdam, Friedrich-Ebert-Straße 63, ausgeführt durch August Ernst Petzholtz
- 1860: neugotische Umgestaltung des Schlosses Nennhausen bei Rathenow für Familie von Rochow
- 1860–1861: Umgestaltung des Jagdschlosses Glienicke
- 1863/1867: Schweizerhäuser in Klein Glienicke (Villenviertel von Potsdam-Babelsberg), Wilhelm-Leuschner-Straße, Louis-Nathan-Allee und Waldmüllerstraße. Vier der ehemals zehn Häuser sind erhalten.
- 1864–1868: neugotische Schlosskirche in Kröchlendorff (Uckermark)